# 巴甫利夫卡 (市級鎮)
48°07′58″N 39°32′30″E / 48.13278°N 39.54167°E
巴甫利夫卡（烏克蘭語：Павлівка），或依俄語譯為巴甫洛夫卡（俄语：Павловка），是位於烏克蘭東部的市級鎮，由盧甘斯克州多夫然斯克區的多夫然斯克市鎮負責管轄。
該鎮於1905年成立，在2011年的人口為1065人。由於俄烏戰爭的緣故，該鎮自2014年起被親俄政權控制。

## 人口統計
根據 2001年烏克蘭人口普查，村民的母語分配如下：
- 烏克蘭語：60.9%
- 俄語：38.2%
- 其他：0.9%